# 陳芷英
陳芷英（2002年7月30日—）為臺灣女子籃球運動員，場上位置為前鋒。陳芷英出身臺中，自雙十國中畢業後進入普門高中就讀，高一時助隊奪下HBL冠軍，高中三年來場均表現為15.7分、13.3籃板、2.4阻攻，榮獲過HBL籃板后以及阻攻后，大學以體保生身分就讀國立臺灣科技大學。2023年7月在WSBL選秀第一輪第二順位獲得電信女籃青睞。

## 外部連結
- 陳芷英的Instagram帳戶
- 陳芷英在fiba.basketball（英语）
- 陳芷英在fiba3x3.com（英语）
- 陳芷英在Eurobasket.com（球員）（英语）
- 陳芷英在Eurobasket.com（球員）（英语）